# 喜田勝
喜田 勝（きだ まさる、1965年〈昭和40年〉2月12日 - ）は、株式会社ウェザーニューズ所属の気象予報士。

## 来歴
兵庫県宝塚市出身。関西大学工学部電気工学科卒業後は電機メーカーに就職。
- 1996年 - 株式会社ウェザーニューズに入社[3]。気象予報士資格を取得。
- 1998年6月 - CATV向け気象情報番組「お天気チャンネル」に出演（同年8月まで）。
- 1998年8月 - CATV向け本格的気象番組「ウェザーニューズ」に出演。
- 2004年 - テレビ朝日ウェザーセンター統括を担当[3]。
- 2016年4月 - テレビ朝日「報道ステーション」気象情報を担当[4]。（2021年3月まで）

## 出演番組
ウェザーニューズ「ウェザーニュースLiVE」
2022年4月18日より気象解説として復帰したが、転勤にともない2023年5月29日をもって出演終了。

### 過去の出演番組
BSデジタル910ch ウェザーニュース
- 夜のウェザーニュース（メイン解説、-2009年3月）

ウェザーニューズ「SOLiVE24」
- キャスターとしての出演

キャスターのイベント出演等で人員のやりくりがつかない場合に代打出演する場合があった。
2012年1月8日の『SOLiVE コーヒータイム』の出演をもって、キャスターとしての業務は終了。
- 予報センターとしての出演

2012年9日より、グローバル・予報センターへ異動して業務を行いつつ、予報センターからの解説担当としてSOLiVE24時代に各番組に出演していた。
SOLiVE24だけでなく、テレビ番組へ出演して解説したり、民放の放送局からのインタビューに答えたりする場合もある。
2014年5月31日以降は予報センターからの解説担当としての出演なし。
- 流星群特別番組（いずれも中継リポーター）
  - オリオン座流星群（2009年10月21日深夜-22日早朝）
  - しし座流星群（2009年11月17日深夜-18日早朝）
  - ふたご座流星群（2009年12月14日深夜-15日早朝）
  - しぶんぎ座流星群（2010年1月3日深夜-4日早朝）
- 特番!全国花粉症調査（進行、2010年2月27日）

以下の3番組は、同社に勤務していた寺尾直樹が退社したことに伴う代替として担当。
- SOLiVE Morning（月-水曜、土・日曜、2010年3月1日- 4月4日）
- ソラマド サンシャイン（同上）
- SOLiVE Afternoon（同上）
- SOLiVE トワイライト（2011年9月3日、10月18日）
- SOLiVE モーニング（2010年9月25日、10月26日、2011年2月7日）
- SOLiVE サンシャイン（2010年5月31日より随時）
- SOLiVE コーヒータイム（2010年9月18日・19日、28日、10月28日（番組途中より）、11月14日、2011年2月27日、以降不定期）
- SOLiVE サンセット（2010年4月の中・下旬の日曜、6月12日、10月12日、24日、25日、12月17日、19日、2011年1月5日）
- SOLiVE ムーン（2010年7月8日、12月19日、2011年10月7日）
- weathernews LiVE（2010年3月29日、5月28日、7月22日、9月15日 - 17日、10月29日）
- SOLiVE イブニング（金・土担当）[注釈 3]

末期はSOLiVE イブニングを中心に上記番組へ代行出演したこともあった。
2011年12月14日の『SOLiVE スター』にも初出演した。
2012年1月14日のSOLiVE サタデーでは、予報センターの解説担当として出演。
2012年1月20日のSOLiVE ナイトで、予報センターの解説担当として出演した。これにより、全番組出演を達成したことになった。
2012年4月27日は、『SOLiVE イブニング』に一部時間帯のみ出演。因みにこの日は、「SOLiVE24放送開始3周年特集」として放送された。
2013年6月15日は、ソラウタ梅雨パーティによるレギュラーキャスター不在のため『SOLiVE ムーン』に代打出演。
2013年8月12日は、『SOLiVE スター』に中継レポーター（スティーブン・マサール名義）として出演。
2013年8月14日は、SOLiVE夏フェスによる特別編成のため『SOLiVE サンシャイン』『SOLiVE コーヒータイム』に代打出演。
2013年10月19日は、SOLiVE秋パーティーによる特別編成のため『SOLiVE サンシャイン』『SOLiVE ムーン』に代打出演。
- SOLiVE ナイト （2013年11月25日 - 2014年3月25日）毎週火曜日出演　※11月25日のみ月曜日も出演
- SOLiVE Hangout（2012年9月24日 - 2014年4月2日 ）不定期
- SOLiVE アフタヌーン（2014年4月7日 - 2014年6月24日）毎週火曜日出演　※4月7日のみ月曜日に出演
- 報道ステーション - （テレビ朝日）お天気キャスター（2016年4月11日 - 2021年3月26日）

## エピソード
- 鼻血を出しやすい体質らしく、流星群特番の前日の「weathernews LiVE」では、番組進行のバシ（石橋知博取締役）が、告知のフリップに掲載されている喜田の写真の鼻に赤マジックで落書きをするのが恒例となっていた。
- 特番!全国花粉症調査の番組進行役になったものの、喜田自身は花粉症をまだ発症していないと番組内で告白した。
- かつての「weathernews LiVE」代行出演時ならびに予報センターからの解説を行う際は、ロゴ付の白地シャツを着用するが、「SOLiVE イブニング」（2012年9月下旬で終了）などの他番組出演時は、代理出演も含め自前のジャケットとシャツを着用して出演していた。
- 駄洒落を番組内でよく使う。2012年12月24日放送の『SOLiVE ナイト』クリスマスプレゼント大抽選会では、その本を視聴者の方にプレゼントした[10]。
- かつて「SOLiVE ムーン」を代行出演していた際は、2011年6月30日まで在籍していた有川雅子受け持ちの日替わりコーナー「リポートで一句」を行うことがあった[注釈 5]。また、22時台前半の冒頭に行われる「明日のポイント解説」でも全身を使った解説をクロマキースタジオで行い、これは2012年1月9日の番組改編以降、『SOLiVE ミッドナイト』以外の全番組及び在籍しているSOLiVEキャスターのメンバー全員に波及していた。
- 2011年12月28日には、NHKで放送されている『あさイチ』へ出演。幕張テクノガーデン24階にあるウェザーニュース グローバル・予報センターからの生中継を行い、同時に視聴者へ向けてウェザーリポートの紹介を行った[注釈 6]。
- ニコ生のコメントを中心にカツラ疑惑が出ており、当時キャスターだった澤田南に髪の毛を引っ張ってくれと頼んだことがある。
- Twitterのアカウントを2つ持っている。ひとつはひたすらダジャレを書き込むアカウント[12]、ひとつでると止まらなくなることが多い。もう1つは比較的真面目なアカウント[13]。いずれのアカウントも2017年を最後に更新は止まっていたが、2022年の年末に突如復活した。
- 報道ステーションでは得意のダジャレは封印されていた。ウェザーニュースLiVEに復帰してからは水を得た魚状態で、出演する度ダジャレを連発してはキャスターを笑わせている。